# 元初
元初（元年：114年 - 末年：120年四月）是东汉安帝刘祜的第二个年号。汉朝使用这个年号时间共计七年。
元初元年正月初二甲子（114年2月24日），改元元初。
元初七年四月十一丙寅（120年5月25日），改元永宁。

## 纪年
| 元初 | 元年  | 二年  | 三年  | 四年  | 五年  | 六年  | 七年  |
| ---- | ----- | ----- | ----- | ----- | ----- | ----- | ----- |
| 公元 | 114年 | 115年 | 116年 | 117年 | 118年 | 119年 | 120年 |
| 干支 | 甲寅  | 乙卯  | 丙辰  | 丁巳  | 戊午  | 己未  | 庚申  |

## 参看
- 中国年号列表